# Camille Jordan

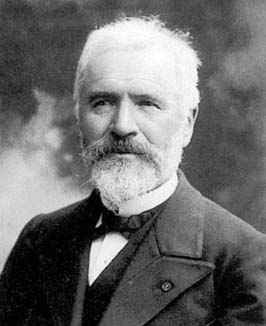
Marie Ennemond Camille Jordan

Marie Ennemond Camille Jordan (n. 5 ianuarie 1838, Lyon, Franța – d. 22 ianuarie 1922, Paris, Franța) a fost un matematician francez, cunoscut pentru contribuțiile sale în teoria grupurilor și pentru scrierea Cours d'analyse.

## Contribuții
Numele său este legat următoarele concepte:
- Teorema lui Jordan din analiza reală[necesită citare]
- Lema lui Jordan din analiza complexă
- Forma normală Jordan și matricea Jordan din algebra liniară
- Măsura Jordan din analiza matematică
- Teorema Jordan-Hölder din teoria grupurilor.

## Scrieri
- 1909: Curs de analiză pentru școala politehnică;1 Calcul diferențial ("Cours d'analyse de l'Ecole Polytechnique ; 1 Calcul différentiel")
- 1909: Curs de analiză pentru școala politehnică;2 Calcul integral ("Cours d'analyse de l'Ecole Polytechnique ; 2 Calcul intégral")
- 1909: Curs de analiză pentru școala politehnică;3 Ecuații diferențiale ("Cours d'analyse de l'Ecole Polytechnique ; 3 équations différentielles")
- 1861 - 1869: Memoriu asupra numărului de valori al funcțiilor ("Mémoire sur le nombre des valeurs des fonctions")
- 1866: Cercetări asupra poliedrelor ("Recherches sur les polyèdres")
- 1870: Tratat despre substituții și ecuații algebrice ("Traité des substitutions et des équations algébriques")
- 1961 – 1964: Opere complete în patru volume.